# Le Deuxième Couteau
Pour plus de détails, voir Fiche technique et Distribution.
Le Deuxième Couteau est un téléfilm de Josée Dayan, sorti en 1985.

## Fiche technique
Source : IMDb, sauf mention contraire
- Réalisateur : Josée Dayan
- Scénariste : adapté d'après le roman éponyme de Patrick Besson
- Genre : Comédie dramatique
- Pays d'origine : France
- Date de diffusion : 22 mai 1985

## Distribution
- François Marthouret : Bernotte
- Patrick Bouchitey : André Jouve
- Didier Flamand : Yan Brique
- Alexandra Stewart : Michèle Tessier
- Michel Constantin : Le commissaire
- Hélène Vincent : Arlette Olivier
- Véronique Kan : 	Sandra Gamelin
- Roland Oberlin : Gaston Copper
- Marc Chapiteau : Achille
- Yveline Ailhaud : Juliette Bartillot
- Marc Monjou : L'inspecteur Gast
- Marie-Thérèse Orain : La dame pipi
- Monique Dodd : Anita
- Brigitte Defrance : Jacqueline
- Annick Le Goff : Pamela Brique
- Françoise Mallet-Joris
- Bernard Pivot
- Françoise Sagan
- Philippe Sollers

## Anecdotes
Françoise Sagan joua dans ce film, mais comme figurante, et son apparition ne fut donc pas créditée au générique.